# Francesco Frigeri
Francesco Frigeri (Cerlongo, 17 maggio 1954) è uno scenografo italiano.

## Biografia
Sin dall'infanzia presenta una forte inclinazione artistica, in particolar modo per ciò che riguarda la pittura e l'arte della rappresentazione. Al liceo si iscrive all'Istituto d'Arte Dal Prato di Guidizzolo. La posizione geografica favorevole dell'istituto e la sua lunga e prestigiosa tradizione artistica fa sì che l'istituto d'arte Del Prato sia un punto di riferimento per le città di Mantova e Brescia. Frequenta l'indirizzo di decorazione e arredamento, dove le lezioni si dividono in una parte teorica e disegno tecnico, e una parte di pratica come tecnica dell'affresco e doratura. Finito l'Istituto d'Arte valuta inizialmente la possibilità di iscriversi all'Accademia di Belle Arti di Milano, cambiando infine idea e iscrivendosi al D.A.M.S. di Bologna. Qui frequenta il corso di Cinema e Spettacolo dove ha modo di seguire i corsi tenuti da importanti critici e addetti al settore come: Umberto Eco, Polidori, Barilli, Giuliani e Marotti. Nelle scelte dei corsi facoltativi predilige quelli a carattere cinematografico e in particolare di scenografia. Frequenta il corso di scenografia di Gianni Polidori, dove la iscrizione degli studenti era data da un'iniziale selezione tramite un esame basato su un'ex tempore e un disegno tecnico di pianta, sezione e prospetto.
I quattro anni di D.A.M.S. gli conferiscono così cognizioni di cinema e teatro; frequenta corsi di scenografia, storia dell'arte, storia del teatro e regia. La competenza e la serietà dei docenti porta Frigeri a confrontarsi con le avanguardie del tempo senza tralasciare il senso del dovere e responsabilità trasmessagli dall'obbligo di frequenza dei corsi e dai rigidi metri di valutazione. Il rapporto instauratosi con Polidori, e le conversazioni che avrà con lui lo porteranno ad un accentuato interesse per la scenografia, teatrale e cinematografica. Solo in un secondo momento, dopo l'incontro con Nanni Loy, professore presso il D.A.M.S. per il corso d Storia del Cinema, capisce che la sua strada è la scenografia cinematografica. Il trasferimento all'ultimo anno di università a Roma non gli permette di discutere la tesi preparata con Nanni Loy dal titolo: “Cinema e letteratura nel cinema di Vittorio De Sica”.

### Gli inizi
Trasferitosi nella capitale, tramite un amico entra in contatto con Gerardo Patrizi, all'epoca pubblicitario. Inizia così la sua “gavetta” in una agenzia pubblicitaria, accostandosi di volta in volta allo scenografo di turno chiamato per realizzare lo spot. Nei sei - sette mesi che lavora presso Patrizi incontra tra gli altri l'arredatore cinematografico Carmelo Patrono con cui inizia una proficua collaborazione.
Lavora come assistente volontario alla scenografia sul film Liquirizia di Salvatore Samperi, con Luciano Puccini responsabile della scenografia e Carmelo Patrono arredatore. Grazie a Puccini conosce Mario Chiari, uno dei più importanti scenografi del cinema italiano.
Quando Puccini decide di abbandonare il mondo del cinema per dedicarsi all'architettura d'interni e all'interior design, propone Frigeri come suo sostituto nei futuri lavori curati da Mario Chiari. Il primo film dove Frigeri ha l'occasione di lavorare come assistente scenografo di Mario Chiari è la miniserie televisiva La Certosa di Parma (1982). Un'accurata ricostruzione storica girata tra l'Emilia-Romagna e la Lombardia, ambientata ai tempi di Napoleone. Nel 1985 lavora come art director nel colossal italospagnolo Cristoforo Colombo di Alberto Lattuada. Questa prima collaborazione internazionale lo impegna per quasi un anno e mezzo di lavorazione fra progettazioni e costruzioni storiche tra la Repubblica Domenicana, la Spagna e Malta.

### La carriera cinematografica
Grazie a queste grandi produzioni di ricostruzioni storiche ottiene un colloquio come scenografo presso Massimo Troisi e Roberto Benigni per il film Non ci resta che piangere. Questo film rappresenta per Frigeri il passaggio alla maturità professionale, nonostante la giovane età ha un curriculum notevole con molte esperienze di ricostruzione storica sofisticata e collaborazioni con i più grandi scenografi del momento. Con questo film Frigeri si afferma come scenografo, rendendo la ricostruzione per Non ci resta che piangere non solo coerente al periodo storico ma, operazione ben più difficile, fedele al carattere del film. Negli anni successivi gli vengono affidate le scenografie di molti film dalle caratteristiche più svariate dalla commedia di Troisi Pensavo fosse amore... invece era un calesse del 1991, la ricostruzione storica di La famiglia Ricordi di Mauro Bolognini (1993) al contemporaneo Un eroe borghese di Michele Placido di denuncia politico sociale (1994). È da ricordare la lunga e proficua collaborazione con il regista ed attore Leonardo Pieraccioni, con cui ha lavorato sin dal suo primo film I laureati del 1995 al suo ultimo Io & Marilyn, e che lo ha portato a girare l'Italia dal Veneto alla Sicilia per le location delle varie pellicole.

### Premi e riconoscimenti
La sua carriera è stata costellata di premi e nomination: iniziando dalla nomination agli Emmy Award per la scenografia per il colossal Cristoforo Colombo nel 1985, o il pluripremiato (Ciak d'oro, il David di Donatello e il Nastro d'argento) La leggenda del pianista sull'oceano del 1998. Gli è stato conferito il Ciak d'oro per la migliore scenografia per ben tre film Non ti muovere (2004), Mio fratello è figlio unico e N (Io e Napoleone) (entrambi nel 2007).
Mentre nel solo 2005 ha vinto ben due Nastri D'Argento per La passione di Cristo di Mel Gibson e Non ti muovere di Sergio Castellitto. Inoltre nel 2006 ha curato parte del Master di Scenografia Cinematografica presso lo Ied di Roma dove ha potuto portare come insegnamento l'esperienza maturata sui svariati set, ed nel 2009 è stato invitato al International Festival of Scenic Art tenutosi a Roma per la conferenza dal titolo The period film – as interpretation rather than reconstruction (Il periodo del film- interpretazione piuttosto che ricostruzione) con Andrea Crisanti (arredatore), Mariella Cruciani (critica cinematografica), Marco Dentici (arredatore).
Dal 2012 è docente del corso di scenografia del Centro sperimentale di cinematografia.

## Filmografia

### Assistente scenografo di Mario Chiari
- Chiaro di donna, regia di Costa-Gavras (1979)
- Il lebbroso, regia di Giancarlo Menotti (1980)
- La Certosa di Parma, regia di Mauro Bolognini (1982)
- La pietra del paragone, regia di Eduardo De Filippo (1982)
- Cristoforo Colombo, regia di Alberto Lattuada (1985)

### Scenografo
- Segreti segreti, regia di Giuseppe Bertolucci (1984)
- Non ci resta che piangere, regia di Roberto Benigni e Massimo Troisi (1984)
- Il tenente dei carabinieri, regia di Maurizio Ponzi (1985)
- Tutta colpa del paradiso, regia di Francesco Nuti (1985)
- Una casa a Roma, regia di Bruno Cortini (1986)
- Mosca addio, regia di Mauro Bolognini (1986)
- Il caso Moro, regia di Giuseppe Ferrara (1986)
- Le vie del Signore sono finite, regia di Massimo Troisi (1987)
- E non se ne vogliono andare!, regia di Giorgio Capitani (1987)
- L'estate sta finendo, regia di Bruno Cortini (1987)
- Chiara e gli altri, regia di Andrea Barzini (1988)
- Gli indifferenti, regia di Mauro Bolognini (1988)
- La puttana del re, regia di Axel Corti (1989)
- Il sequestro dell'Achille Lauro, regia di Alberto Negrin (1989)
- Arrivederci Roma, regia di Clive Donner (1990)
- Un momento da ricordare, regia di Clive Donner
- La sindrome di Stehndal, regia di Mauro Bolognini
- Le amiche del cuore, regia di Michele Placido (1991)
- Pensavo fosse amore... invece era un calesse, regia di Massimo Troisi (1991)
- Nottataccia, regia di Duccio Camerini (1991)
- Storie di ordinaria sopravvivenza, regia di Gianni Leacche (1991)
- Una questione privata, regia di Alberto Negrin (1991)
- Il barone, regia di Richard T. Heffron e Enrico Maria Salerno (1992)
- Non chiamarmi Omar, regia di Sergio Staino (1992)
- La famiglia Ricordi, regia di Mauro Bolognini (1993)
- Un eroe borghese, regia di Michele Placido (1994)
- Il grande Fausto, regia di Alberto Sironi (1994)
- Il decisionista, regia di Mauro Cappelloni (1995)
- I laureati, regia di Leonardo Pieraccioni (1995)
- Testimone a rischio, regia di Pasquale Pozzessere (1996)
- Il ciclone, regia di Leonardo Pieraccioni (1996)
- La piovra 8 - Lo scandalo, regia di Giacomo Battiato (1997)
- Fuochi d'artificio, regia di Leonardo Pieraccioni (1997)
- La leggenda del pianista sull'oceano, regia di Giuseppe Tornatore (1997)
- Il mio West, regia di Giovanni Veronesi (1998)
- La fame e la sete, regia di Antonio Albanese (1998)
- Il pesce innamorato, regia di Leonardo Pieraccioni (1999)
- La guerra degli Antò, regia di Riccardo Milani (1999)
- Vajont, regia di Renzo Martinelli (2000)
- Malèna, regia di Giuseppe Tornatore (2000)
- Il principe e il pirata, regia di Leonardo Pieraccioni (2001)
- Il gioco di Ripley, regia di Liliana Cavani (2001)
- Perdutoamor, regia di Franco Battiato (2002)
- Ferrari, regia Carlo Carlei (2002)
- Non ti muovere, regia di Sergio Castellitto (2003)
- Il paradiso all'improvviso, regia di Leonardo Pieraccioni (2003)
- La passione di Cristo, regia di Mel Gibson (2004)
- Il ritorno del Monnezza, regia di Carlo Vanzina (2004)
- Maigret, regia di Renato De Maria (2004)
- Ti amo in tutte le lingue del mondo, regia di Leonardo Pieraccioni (2005)
- N (Io e Napoleone), regia di Paolo Virzì (2005)
- I Viceré, regia di Roberto Faenza (2006)
- Mio fratello è figlio unico, regia di Daniele Luchetti (2006)
- I demoni di San Pietroburgo, regia di Giuliano Montaldo (2007)
- Una moglie bellissima, regia di Leonardo Pieraccioni (2007)
- Il caso dell'infedele Klara, regia di Roberto Faenza (2008)
- Il grande sogno, regia di Michele Placido (2009)
- Io & Marilyn, regia di Leonardo Pieraccioni (2009)
- La bellezza del somaro, regia di Sergio Castellitto (2009)
- Amici miei - Come tutto ebbe inizio, regia di Neri Parenti (2010)
- Ti amo troppo per dirtelo, regia di Marco Ponti (2010)
- L'industriale, regia di Giuliano Montaldo (2011)
- Ho incontrato la felicità, regia di Leonardo Pieraccioni (2011)
- Venuto al mondo, regia di Sergio Castellitto (2011)
- Qualcosa di buono, regia di Luca Barbareschi (2012)
- Something Good, regia di Luca Barbareschi (2013)
- Sole a catinelle, regia di Gennaro Nunziante (2013)
- Un fantastico via vai, regia di Leonardo Pieraccioni (2013)
- I nostri ragazzi, regia di Ivano De Matteo (2014)
- Si accettano miracoli, regia di Alessandro Siani (2015)
- Il professor Cenerentolo, regia di Leonardo Pieraccioni (2015)
- Io che amo solo te, regia di Marco Ponti (2015)
- The Young Messiah, regia di Cyrus Nowrasteh (2016)
- Non c'è più religione, regia di Luca Miniero (2016)
- La cena di Natale, regia di Marco Ponti (2016)
- La musica del silenzio, regia di Michael Radford (2017)
- Raffaello - Il principe delle arti in 3D regia di Luca Viotto (2017)
- Se son rose, regia di Leonardo Pieraccioni (2018)
- Michelangelo - Infinito, regia di Emanuele Imbucci (2018) - documentario
- L'agenzia dei bugiardi, regia di Volfango De Biasi (2019)
- Io, Leonardo, regia di Jesus Garces Lambert (2019)
- I Medici Masters of Florence, regia S. Mimica (2015)
- I Medici The Magnificent, regia J. Cassar (2016)
- Il Nome della Rosa, regia G. Battiato (2019)
- Il primo Natale, regia di Ficarra e Picone (2019)
- Resilient, regia di Roberto Faenza (2021)
- Leopardi - Il poeta dell'infinito, regia di Sergio Rubini – miniserie TV (2025)

## Riconoscimenti
- 1992: Nomination Nastro d'Argento - La puttana del re
- 1993: Nomination Nastro d'Argento - Non chiamarmi Omar
- 1999:
  - Ciak d'oro - La leggenda del pianista sull'oceano
  - David di Donatello - La leggenda del pianista sull'oceano
  - Nastro d'Argento - La leggenda del pianista sull'oceano
- 2000: Nomination Golden Globe - La leggenda del pianista sull'oceano
- 2001: 
  - Nomination Nastri d'Argento - Malèna
  - Nomination David di Donatello - Malèna
- 2002: Nomination David di Donatello - Vajont
- 2003: Nomination Nastro d'Argento - Ripley's games
- 2004:
  - Ciak d'oro - Non ti muovere[2]
  - Nomination David di Donatello - Non ti muovere
  - Nomination Nastri d'Argento - Perdutoamor
- 2005: Nastro d'Argento - La passione di Cristo e Non ti muovere
- 2007:
  - Nomination David di Donatello - N (Io e Napoleone)
  - Ciak d'oro - Mio fratello è figlio unico e N (Io e Napoleone)[3]
- 2008:
  - Mirto D'Oro - I Viceré - I demoni di San Pietroburgo
  - Capitello D'Oro - Sanno Film Festival - I Viceré - I demoni di San Pietroburgo
  - Premio Fed. Italiana Cinema D'Essai - I Viceré - I demoni di San Pietroburgo
  - Mostra del Cinema di Venezia - Premio Kineo - I Viceré
  - Nastro d'Argento - I Viceré - I demoni di San Pietroburgo
  - David di Donatello - I Viceré
- 2009:
  - Vam Fest - I demoni di San Pietroburgo
  - David di Donatello - I demoni di San Pietroburgo
- 2011:
  - Nomination Nastri d'Argento - Amici Miei 400
  - Nomination David di Donatello - Amici Miei 400
- 2012:
  - Nomination Nastri d'Argento - L'industriale
  - Nomination David di Donatello - L'industriale
- 2013: Nomination Nastri d'Argento - Venuto al mondo
- 2008 Chioma di Berenice - I Demoni di San Pietroburgo
- 2018 Chioma di Berenice - I Medici, Masters Of Florence
- 2019 Chioma di Berenice - Il Nome della Rosa
- 2020 Premio Dante Ferretti Bif&st - Il primo Natale